# شارلوت كريغ
شارلوت كريغ (بالإنجليزية: Charlotte Greig)‏ (10 أغسطس 1954 - 19 يونيو 2014)؛ صحفية وروائية بريطانية. درست في جامعة ساسكس.

## روابط خارجية
- شارلوت كريغ على موقع ميوزك برينز (الإنجليزية)
- شارلوت كريغ على موقع ديسكوغز (الإنجليزية)